# Compuware

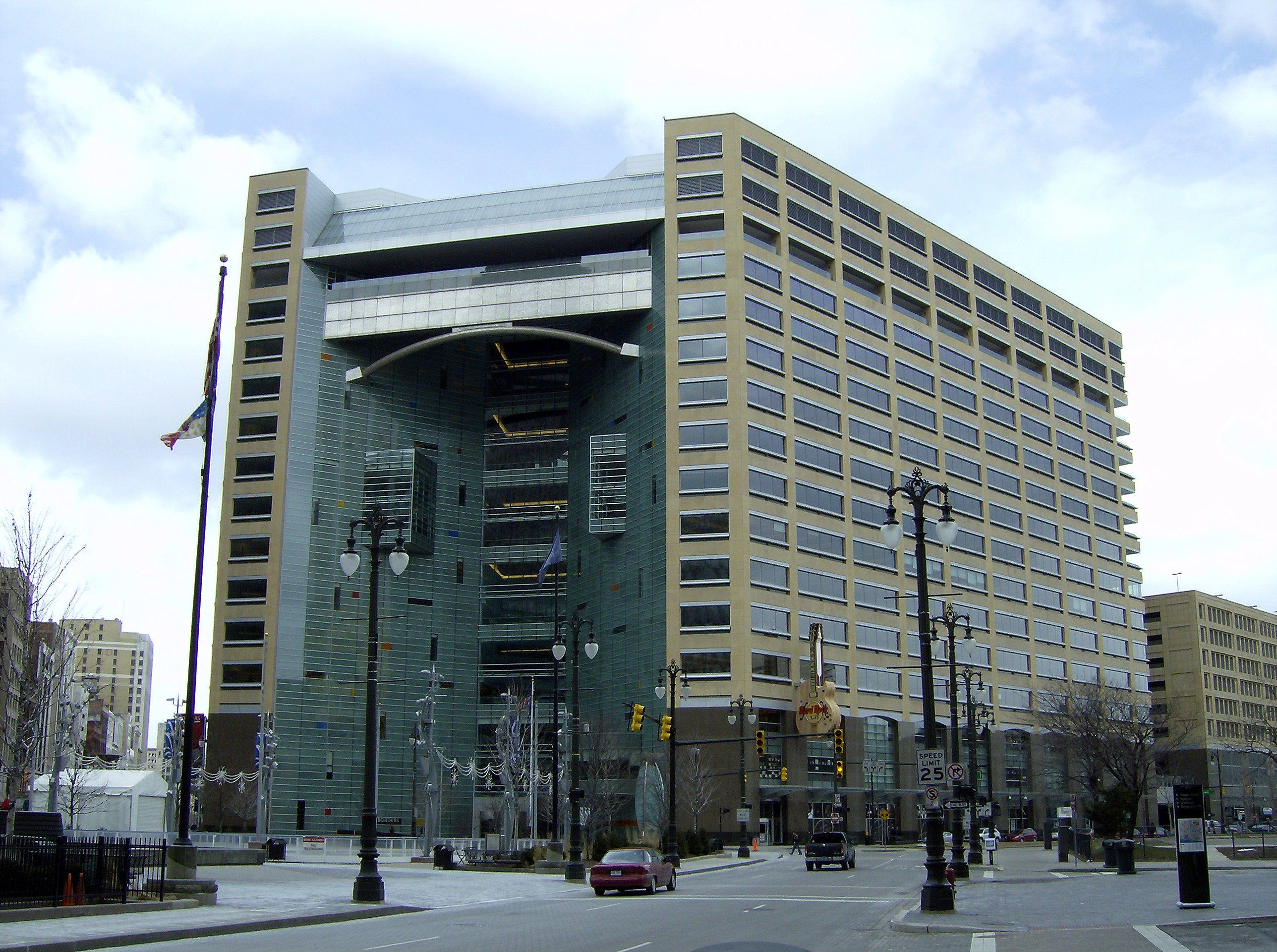
Centrála společnosti Compuware v Detroitu

Compuware Corporation je softwarová firma s produkty zaměřené na IT velkých podniků. Produkty a služby společnosti zahrnují také oblasti testování, vývoje a správy softwaru, včetně mainframe serverů a client-server systémů.
Compuware měl v roce 2010 více než 7100 zákazníků, včetně 46 společností z prvních 50 v žebříčku Fortune 500.Generální ředitel je Peter Karmanos mladší. Centrum společnosti je v Detroitu, ve Spojených státech, stát Michigan.

## Galerie

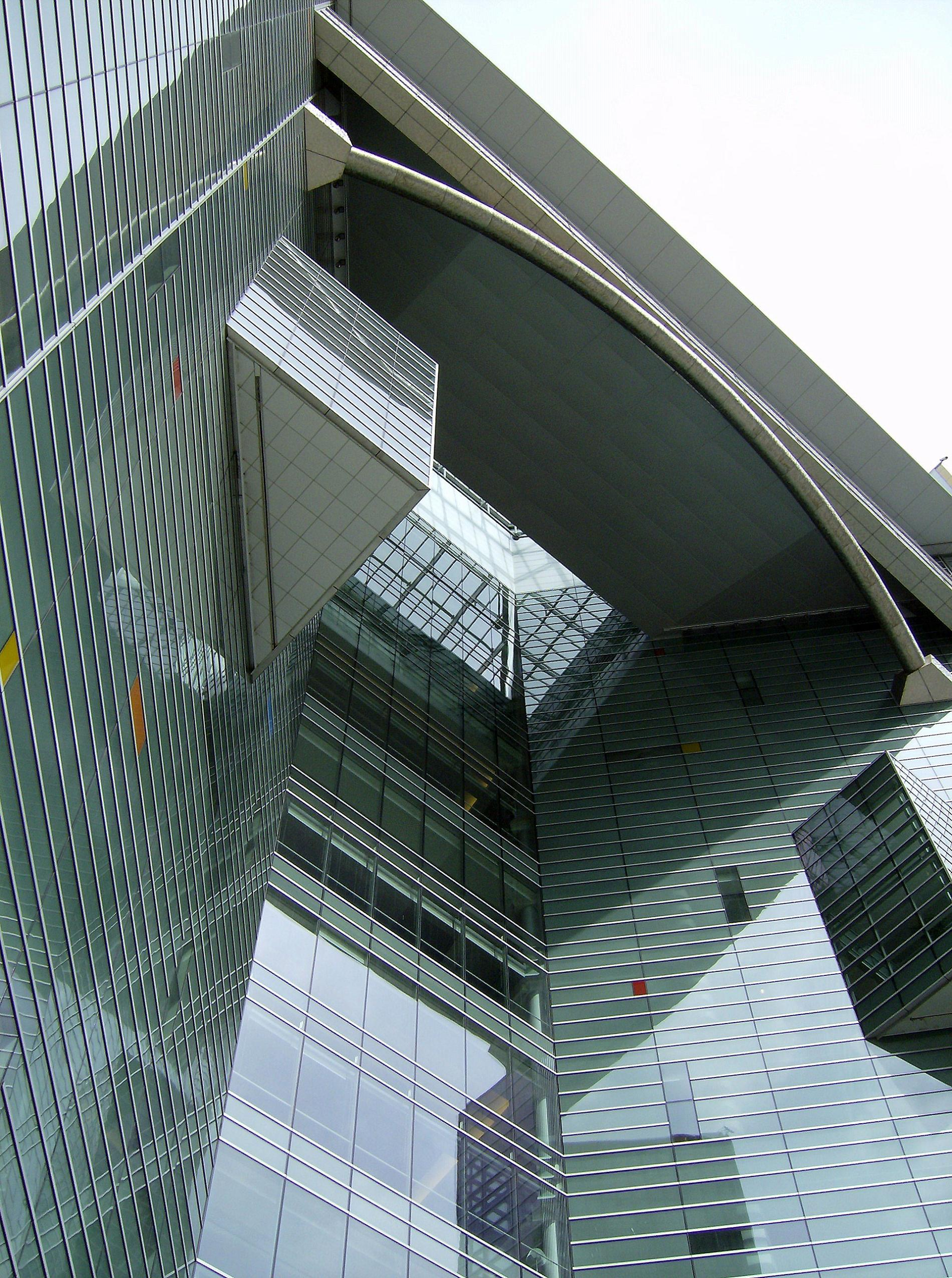
Budova HQ, průčelí budovy nad vchodem.
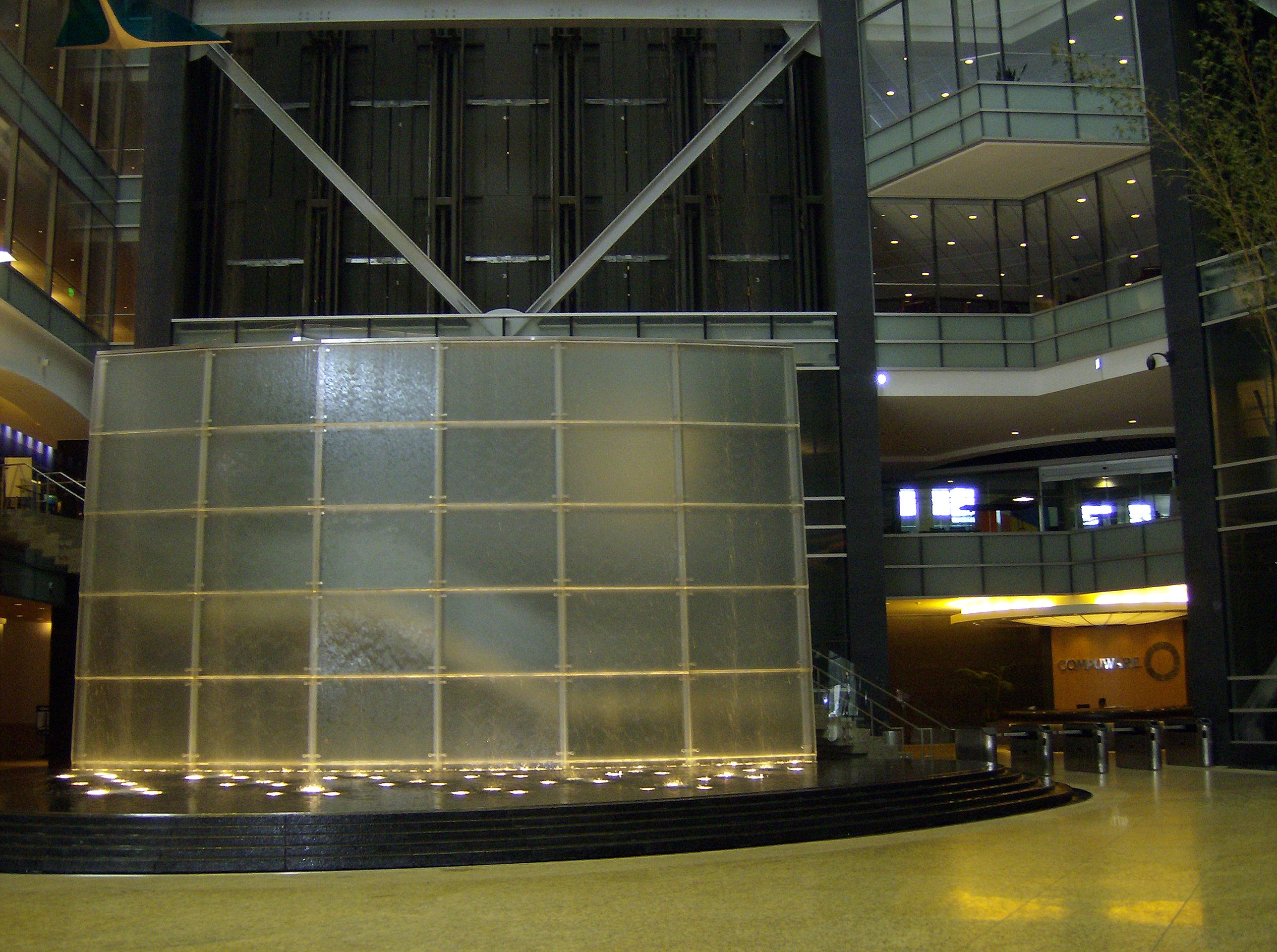
Budova HQ, Vodopád v atriu.
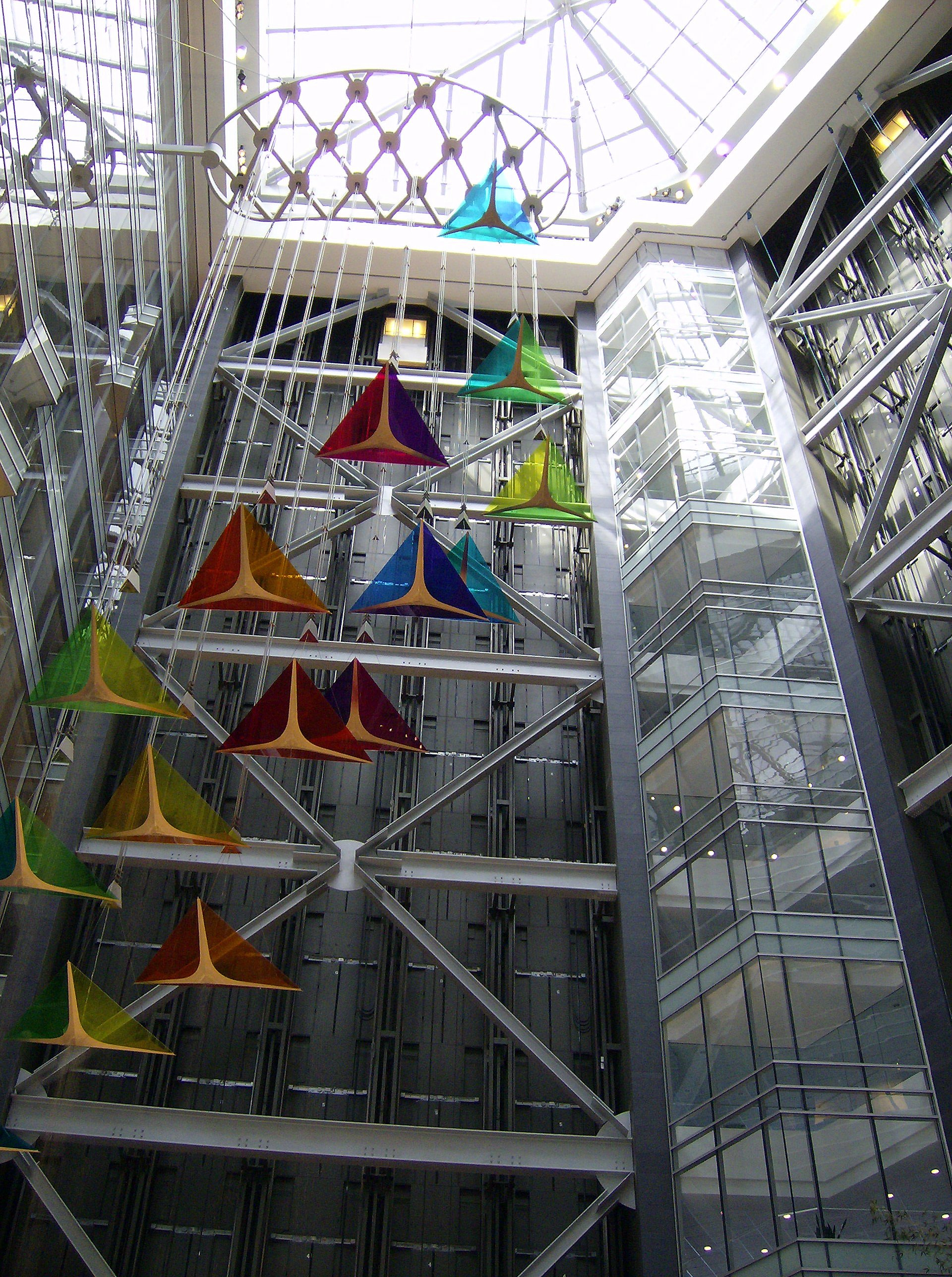
Budova HQ, Osvětlení skleněné konstrukce přes den.
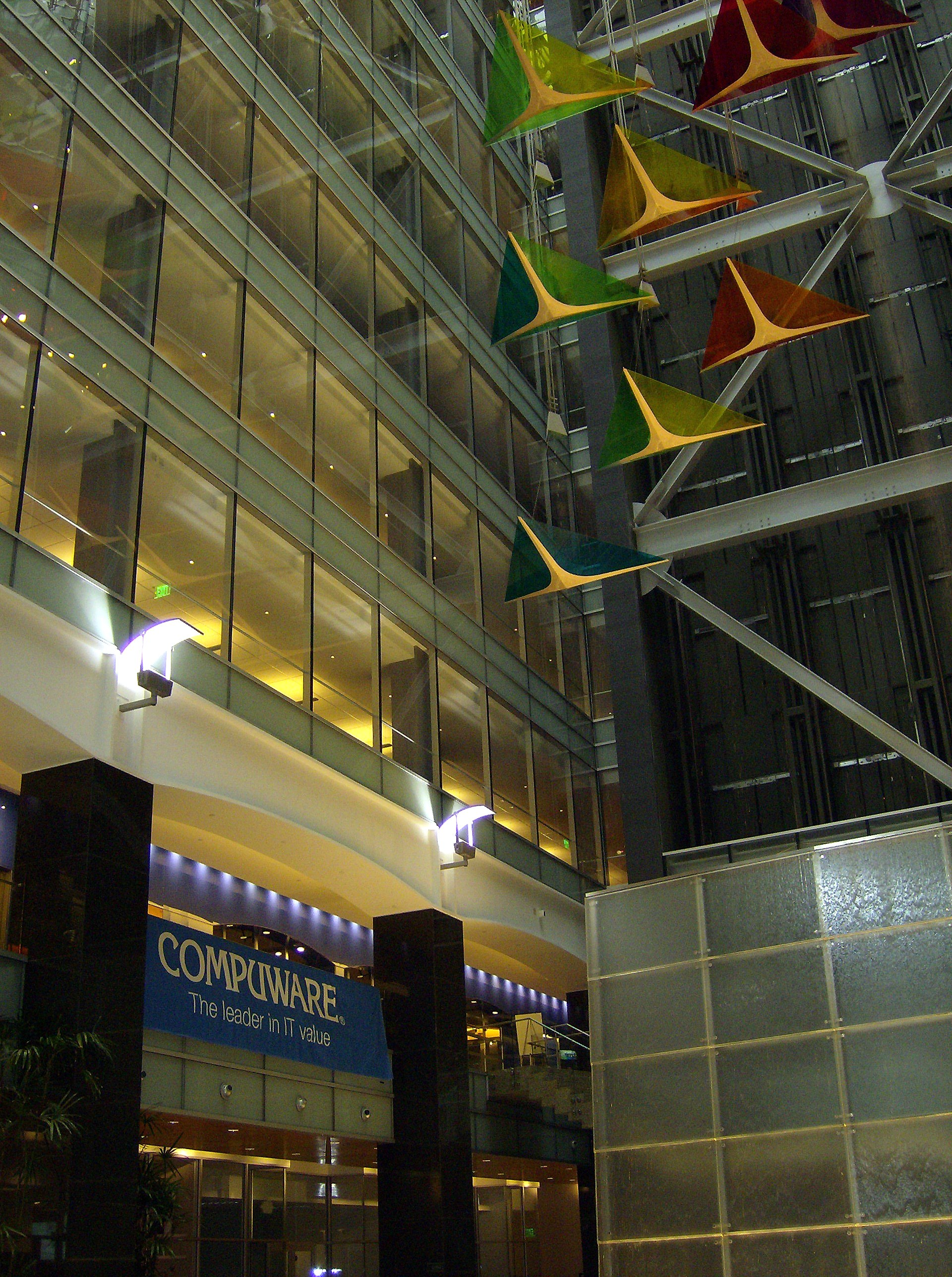
Budova HQ, interiér atria.
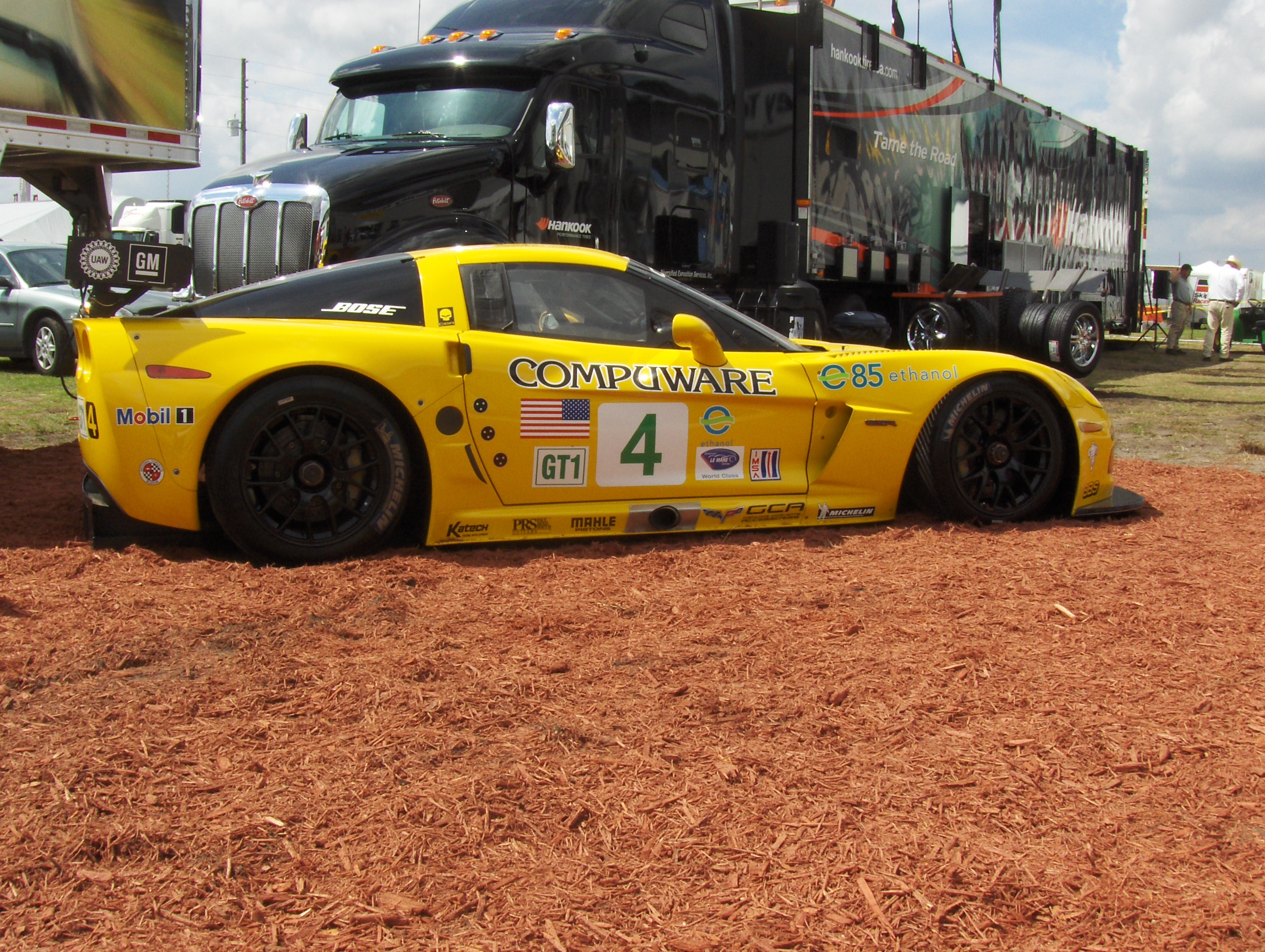
Compuware Chevrolet Corvette C6-R